# Disneys Große Pause: Die geheime Mission
Disneys Große Pause: Die geheime Mission (engl. Recess: School’s Out) ist ein Kinofilm zur Zeichentrickserie Disneys Große Pause der Walt Disney Company aus dem Jahr 2001. Regie führte Chuck Sheetz.

## Inhalt
T.J. entdeckt in den Sommerferien grüne Strahlen, die aus der Schule kommen. Niemand will ihm glauben, außer Direktor Prickley.
Nun beginnt ein großes Abenteuer für T.J., Vince, Gretchen, Spinelli, Gus und Mikey. Sie finden heraus, dass Prickleys Rivale Phillium Benedict, der die Sommerferien abschaffen will, für die Sache verantwortlich ist, und alarmieren die Schüler und Lehrer der Schule. Zusammen ziehen alle den ehemaligen Direktor Phillium Benedict aus dem Verkehr.

## Synchronisation
Die deutschsprachige Synchronisation entstand bei der Film- & Fernseh-Synchron in Berlin. Verfasser des Dialogbuchs war Tom Deininger, der auch Dialogregie führte. Die musikalische Leitung hatte Thomas Amper.
| Rolle                | Originaler Synchronsprecher      | Deutscher Synchronsprecher      |
| -------------------- | -------------------------------- | ------------------------------- |
| T. J. Detweiler      | Andrew Lawrence                  | Fritz Vogt                      |
| Vince LaSalle        | Rickey D’Shon Collins            | Kim Hasper                      |
| Ashley Spinelli      | Pamela Adlon                     | Anja Stadlober                  |
| Gretchen Grundler    | Ashley Johnson                   | Esra Vural                      |
| Mikey Blumberg       | Jason Davis Gesang Robert Goulet | David Turba Gesang Thomas Amper |
| Gus Griswald         | Courtland Mead                   | Hannes Maurer                   |
| Direktor Prickley    | Dabney Coleman                   | Wilfried Herbst                 |
| Dr. Philium Benedict | James Woods                      | Arne Elsholtz                   |

## Veröffentlichung
Der Film kam im Februar 2001 in die US-amerikanischen Kinos und wurde in mehrere Sprachen übersetzt, unter anderem Französisch und Polnisch.
Auf Deutsch erschien der Film im Oktober 2001 auf DVD.